# جون روبنشتاين
جون روبنشتاين (بالإنجليزية: Jon Rubinstein)‏ هو عالم حاسوب ومهندس أمريكي، ولد في 18 أبريل 1956 في نيويورك في الولايات المتحدة.